# نورجهان
نورجَهان (زادهٔ ۱۵۷۷ در قندهار – درگذشتهٔ ۱۶۴۵ میلادی) لقب زنی به نام مهرالنساء است که همسر بانفوذ جهانگیر از پادشاهان گورکانی هند بود.
نور جهان با نام متولد شده مهرالنساء، دختر یک وزیر خزانه‌داری یکی از استان‌ها امپراتوری بود که تحت سلطنت اکبر خدمت می‌کرد. نور جهان، به معنای «چراغ دنیا»، در ۱۷ سالگی با یک سرباز ایرانی «شیرافگن خان»، فرماندار بیهار، که یکی از استان‌های مهم گورکانی بود ازدواج کرد. او یک زن متأهل زیبا بود که شاهزاده سلیم (بعداً امپراتور جهانگیر) پسر ارشد اکبر عاشق او شد. دو سال پس از اینکه اکبر درگذشت و سلیم امپراتور شد، شیرافگن درگذشت و جهانگیر باز مهرالنساء را ملاقات کرد. با این حال، سه سال دیگر باید می‌گذشت تا نورجهان بعد از مرگ ناراحت‌کننده شوهرش رضایت ازدواج با امپراتور جهانگیر را بدهد. اگرچه جهانگیر عاشق نورجهان بود، اما داستان واقعی آنها هیچ شباهتی به افسانه کاملاً داستانی انارکالی ندارد، که دختری کم سن و سال که به گفته فولکلور محبوب و فیلمبرداری عاشقانه، یک رابطه عاشقانه غم‌انگیز و محکوم به مرگ با جهانگیر داشت. در حقیقت، رابطه جهانگیر و نور جهان در زمان خود حتی از افسانه انارکالی هم رسوایی تر بود، زیرا نور جهان یک زن بیوه بود وقتی امپراتور عاشق او شد. مکتبی از مورخان هنوز معتقدند، هرچند بدون شواهد معتبر، که جهانگیر (آن زمان سلیم) عاشق نورجهان (آن زمان مهرالنساء) بود، هنگامی که در ابتدا با شیرافگن ازدواج کرده بود. جهانگیر در تلاش برای ازدواج با او، در حالی که قصد داشت با او ازدواج کند، قصد داشت تا به بهانه خیانت ، شیرافگن را به قتل برساند تا سرانجام با نور جهان ازدواج کند. با این حال، این نظریه فاقد شواهد محکم است و دور از ذهن به نظر می‌رسد.
پس از عروسی نورجهان با جهانگیر شاه، بدون تردید به محبوب‌ترین همسر وی بدل گشت و تبدیل به همسر اصلی او شد، همچنین بخاطر عشق بسیار شاه ظهور نور جهان به قدرت امپراتوری سریع شد. یک زن بسیار قوی، با اعتماد به نفس، کاریزماتیک و فرهیخته که از اعتماد و عشق مطلق همسرش برخوردار بود در آن زمان او تا پایان عمر جهانگیر شاه موردعلاقه ویژه وی بود، نور جهان قدرتمندترین و تأثیرگذارترین زن دربار امپراتوری بود در دوره ای که امپراتوری گورکانی در اوج قدرت و شکوه خود بود. قاطعانه تر و پیشگیرانه تر از همسرش، وی را مورخان می‌دانند که بیش از پانزده سال قدرت واقعی و قانونی پشت و بعداً روی تاج و تخت بوده است. به نورجهان افتخارات، امتیازات و اختیارات بسیار زیاد خاصی اعطا شد که قبل از یا بعد از آن هیچ موردی از ملکه‌های گورکانی در چنین جایگاهی دیده نشده بود.
او و مریم الزمانی تنها زنانی بودند که سکه به نام آن ها زده شدو همچنین او و مریم الزمانی تنها ملکه های امپراتوری بودند که مهر سلطنتی به نام خود داشتند و حتی با نام خود احکام امپراتوری را صادر می‌کردند و همچنین تنها ملکه ای تاریخ کل هند بود که بعد از رضیه سلطان لباس پادشاهی بر تن می‌کرد و قدرت را به‌طور کامل و قانونی در دست داشت. نورجهان در اوایل حکومت شوهر خود غالباً هنگام حضور امپراتور در دربار حضور می‌یافت، و حتی هنگامی که امپراتور ناخوشایند بود، به‌طور مستقل دادگاه را برگزار می‌کرد. وی در آن زمان به دلیل مهر امپراتوری خود به وی در امور دولتی پاسخ داده شد که دلالت بر عدم رضایت و تعیین وی قبل از دریافت هرگونه سند یا دستور اعتباری قانونی بود. امپراتور قبل از صدور دستورها خود نظرات نورجهان را در کلیه امور جستجو کرد، نورجهان بعد از سالها فرمانروایی مشترک در کنار جهانگیر بخاطر اعتیاد پادشاه به تریاک و شراب نورجهان بتدریج قدرت را به تنهایی در دست گرفت و خود به‌طور مستقل به حکومت پرداخت هر چند جهانگیر تنها در این دوره نام امپراتور را دارا بود و در حقیقت هیچ قدرتی نداشت اما او در این زمان هرگز از قدرت همسر خود ناراضی نشد و حتی او را تشویق می‌کرد که به‌جای او حکومت کند. تنها دیگر ملکه گورکانی که برای فرمان دادن به حکومت چنین فداکاری از خود برای همسرش انجام داد برادرزاده نورجهان ممتاز محل بود که شاه جهان برای او پس از مرگش تاج محل را به عنوان مقبره بنا کرد. با این حال، ممتاز هیچ توجهی به امور کشوری نکرد و بنابراین نور جهان در سالنامه‌های امپراتوری مغول به دلیل قدرت و نفوذ سیاسی که در دست داشت، بی نظیر است.

## پیش‌زمینه
نورجهان نوهٔ یکی از درباریان شاه طهماسب صفوی بود و پدرش به نام میرزا غیاث بیگ در دربار اکبر شاه و جهانگیر شاه مناصبی یافت. هنگامی‌که میرزا از ایران بسوی هند در حرکت بود گرفتار راهزنان شد و ناچار شد در قندهار توقف کند همسر او که حامله بود در شهر قندهار در افغانستان نورجهان را در ۱۵۷۷ به‌دنیا آورد. اما سرگذشت شگفت او بگونه ای دیگر رقم خورد نور جهان در ۱۸ می ۱۶۱۷ همسر جهانگیر شاه شد و برای خانواده اش خوشبختی فراهم کرد. وی در ترقی ایرانیان و از جمله برادرش که پدر ارجمند بانو بیگم بود، نقش بارزی داشت. او در کنار ملکه نور جهان قدرت فوق‌العاده‌ای داشت.

## ملکه گورکانی

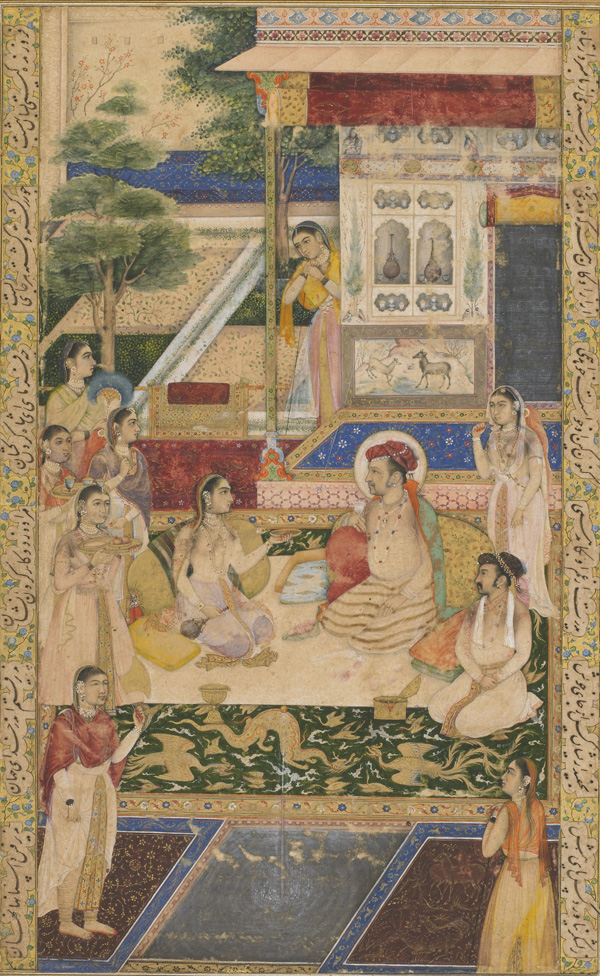
جهانگیر، نورجهان و شاهزاده خرم، احتمالاً در ۱۶۲۴ در باغ آرام

نور جهان زمانی که همسر جهانگیر شد توانست مقام ملکه معظم و پادشاه بیگم کسب کند او زنی به‌شدت بذله‌گو، باهوش، زیبا و شجاع بود و جهانگیر را تا پایان زندگیش سخت شیفتهٔ و مجذوب خود کرده بود به‌طوری که نقشی دستکاری کننده و تعیین‌کننده‌ای در دربار شاهنشاهی پیدا کرده و باعث نفوذ بسیاری از ایرانیان به دربار امپراتوری گورکانی شد به‌طوری که ملکه نورجهان به پادشاه اصلی مملکت تبدیل شد. ملکه در سال ۱۶۱۷ نایب‌السلطنه تام‌الاختیار همسرش شد، نورجهان برای سالهای طولانی، به‌طور مؤثری قدرت امپراتوری را در اختیار داشت و به عنوان نیروی واقعی و مؤثر پشت تخت مغول شناخته می‌شد. او در کنار شوهرش در جاروکا (پنجره پادشاهی) نشست تا مخاطبان دولتی را دریافت کند، دستورها را برای وزرا صادر کرد، نظارت بر اداره چند جاگیر (بسته‌های زمینی بسیار ارزشمند) را بر عهده داشت و با وزرا مشورت کرد و حتی زمانی که جهانگیر ناخوشایند بود به‌طور مستقل دادگاه را برگزار می‌کرد. او حتی فرمان نیشان را صادر کرد که یک امتیاز بسیار والا فقط برای اعضای مرد خانواده سلطنتی محفوظ بود به دستور او اعضای مهم دولتی نیز از این حق برخوردار شدند که مهم‌ترین این شخص پدر نورجهان میرزا غیاث بیگ بود. جدا از ملکه برادر نورجهان هم به‌نام میرزا حسن آصف خان هم از حق قدرت زیادی در دولت برخوردار شد، و در دربار جهانگیر وزیر اعظم و وکیل امپراتوری بود و همچنین سپهسالار ارتش امپراتوری هم محسوب می‌شد. در دوران سلطنت جهانگیر شاه، قدرت واقعی میان آصف‌خان و خواهرش نورجهان تقسیم شده بود؛ دختر وی به نام «ارجمند بانو بیگم» (که بعدها ممتاز محل نام گرفت)، همسر پسر جهانگیر به نام شاهزاده خرم (که بعدها شاه جهان نام گرفت) شد. آصف خان در اداره حکومت گورکانی به ملکه کمک می‌کرد.
ملکه نورجهان، در ۸ فوریه ۱۶۲۷، کودتای سردار محبت‌خان، فرمانده پادگان دهلی را در برابر شوهرش سرکوب کرد و آشوب‌گران را به بند کشید. هنگام کودتا، جهانگیرشاه در بستر بیماری بود. نورجهان بعداً به جانشینی شهریار میرزا کمک کرد اما شاهزاده خرم با کمک آصف خان برادرش را از میان برداشت و با نام شاه جهان جانشین سلطنت شد.

## اواخر زندگی و مرگ (۱۶۲۸–۱۶۴۵)

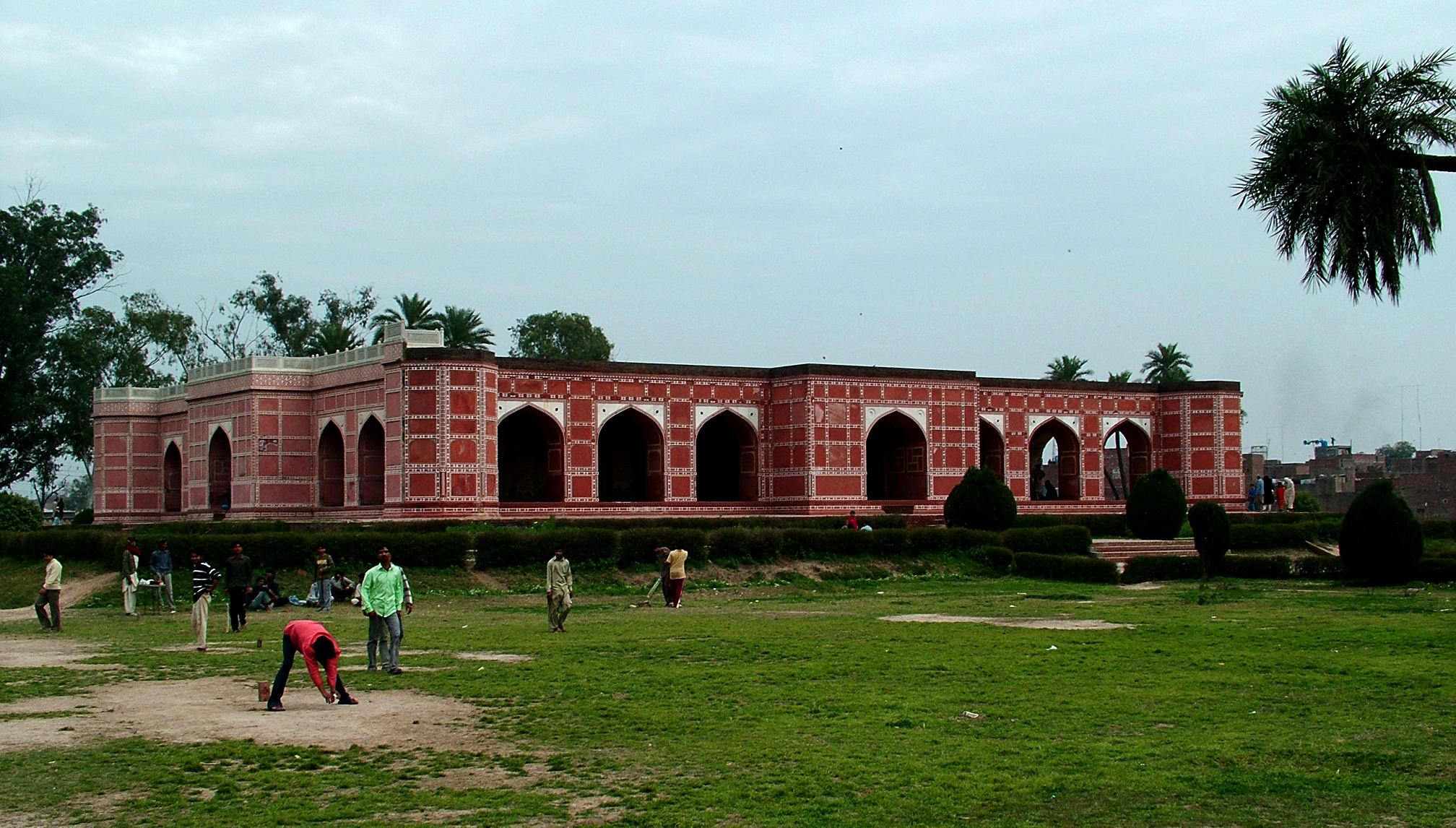
آرامگاه نورجهان در شاه‌دره باغ

نور جهان باقی‌مانده عمر خود را در یک عمارت راحت در لاهور به همراه دخترش لادلی (مهرالنسا بیگم) به سر برد. شاه جهان سالانه دویست هزار روپیه به او اعطا کرد. در این دوره وی بر تکمیل مقبره پدرش در آگره نظارت کرد، که خودش ساخت آن را در سال ۱۶۲۲ شروع کرده بئد و اکنون به عنوان مقبره اعتمادالدوله شناخته می‌شود. این مقبره به عنوان الهام‌بخش تاج محل، بدون شک اوج معماری گورکانی، که ساخت آن در سال ۱۶۳۲ آغاز شد و نورجهان پیش از مرگش در مورد آن چیزهایی شنیده بود، عمل کرد. نور جهان در ۱۷ دسامبر ۱۶۴۵ در سن ۶۸ سالگی درگذشت. وی در آرامگاهی در شاه‌دره باغ در لاهور، که خودش ساخته بود، به خاک سپرده شد. بر روی مقبره او شعری به این مضمون نوشته شده است:
| بر مزار ما غریبان نی چراغ نی گلی |  | نی پر پروانه سوزد نی صدای بلبلی |

آرزوی نور جهان برای نزدیک بودن به همسرش حتی در هنگام مرگ نیز در مجاورت آرامگاه او با آرامگاه همسرش، جهانگیر قابل مشاهده است. مقبره برادرش آصف خان نیز در همین نزدیکی قرار دارد. این مقبره بازدیدکنندگان زیادی، چه پاکستانی و چه خارجی، دارد که از فضای دلپذیر باغ لذت می‌برند.

## شعر

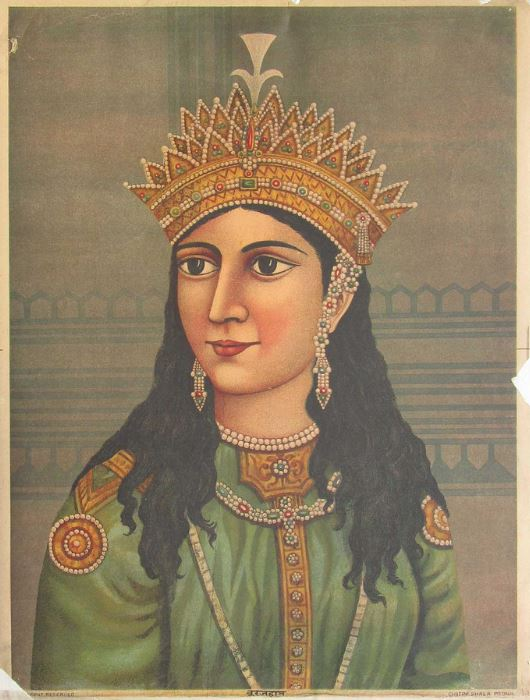
نورجهان

در کتاب‌های تاریخ دورهٔ گورکانی مانند: مرآت الخیال و مآثرالامرا از ذوق شاعری او صحبت شده است. شعر زیر در وصف خودش از اوست:
چو بردارم ز رخ برقع، زگل، فریاد برخیزد— زنم بر زلف اگر شانه، زسنبل، داد برخیزد
به این حسن و کمالاتی چو درگلشن گذر سازم— زجان بلبلان شور مبارکباد، برخیزد
سپیده دم یکی از روزها، جهانگیر رو به چشمان نورجهان افگنده، می‌گوید:
تو مست بادهٔ حسنی، بفرما این دو نرگس را
که برخیزند از خواب و نگهدارند مجلس را
نورجهان بی‌درنگ پاسخ می‌دهد، آنهم چه پاسخی شیرین:
مکن بیدار ای ساقی! ز خواب ناز نرگس را
که بد مستند برهم می‌زنند الحال مجلس را
در یکی از روزها، جهانگیرپادشاه، از پشت پنجره‌ای، متوجه می‌شود که پیر مردی خمیده قامت، در حال عبور است و در آن اثنا، از نورجهان که در کنار وی بوده، اینگونه می‌پرسد:
چرا خم گشته می‌گردند پیران جهان گشته
نور جهان بی توقف جواب می‌دهد:
به زیر خاک می‌جویند ایام جوانی را
در آن موقع معمول بود که همیشه اول ماه رمضان، در میخانه‌ها را به گِل می‌گرفتند و آخر ماه یعنی صبح عید فطر آن را باز می‌کردند. در شب عید پادشاه و ملکه به بام قصر برآمده بودند که هلال را ببینند؛ همینکه چشم جهانگیر به ماه افتاد، گفت:
هلال عید به اوج فلک هویدا شد
نور جهان بی توقف جواب می‌دهد:
کلید میکده گم گشته بود پیدا شد
باری، ملکه نورجهان، در حالی‌که لباس ارغوانی به تن کرده بود، نزد جهانگیر وارد می‌شود. شاه با دیدن او چنین می‌گوید:
نیست جانان بر گریبان تو رنگ ارغوان
زردی رنگ رخ من شد گریبانگیر تو
و نورجهان، چه پاسخ ظریفی می‌دهد:
ترا که تکمه لعل است بر لباس حریر
شد است قطرهٔ منت گریبانگیر
شاه جهان روزی به سیر باغ می‌پرداخت، پس از دقایقی سیر و نظاره به سوی گلهای رنگارنگ، دسته گلی برچید و آن را با خود به قصر آورد و به نور جهان بیگم اهدا کرد.
نور جهان بداهتاً این بیت را سرود:
بلا گردان شوم شاها! چرا گلدسته آوردی؟
به گلشن به ز من دیدی که او را بسته آوردی؟
شاه‌جهان ظریفانه در پاسخ گفت:
برای زیب دستت ماه من! گلدسته آوردم
به گلشن لاف خوبی زد، به پیشت بسته آوردم
به روایت کتاب مرآت‌الخیال، درهمان‌روزهایی‌که طبع نورجهان بیگم تازه می‌خواست آهنگ شگفتن کند، بیت زیر را، سرآغازی برای راه‌یابی به گلشن سخن قرار داد:
ای محتسب ز گریهٔ پیر مغان بترس

یک خم شکستن تو، به صد خون برابر است
جهانگیر که در کنارش نشسته بود، فی البدیهه افزود:
از من متاب رخ که نی‌ام بیتو یک‌نفس

یک زنده کردن تو، به صد خون برابر است
نورجهان به ادامهٔ بیت بالا گفت:
چون تابم از تو رخ که تویی قبلهٔ مراد؟

رخ تافتن ز قبله، به صد خون برابر است